# Pteroglossus sanguineus
O araçari-de-bico-listrado  (Pteroglossus sanguineus) é uma espécie de ave da família dos Ramphastidae.